# Belaja (Kama)
Belaja (rus. Бе́лая (Bijela), baškirski: Ағиҙел, tatarski: Агыйдел/Ağidel (Bijeli İdel), udmurtski: Тöдьы Кам (Bijela Kama), marijski: Ош Виче (Bijela Vjatka)) je lijeva i s 1430 km duljine jedna od najvećih pritoka Kame u europskom dijelu Rusije. Jedna od najvećih njenih pritoka, kako po duljini tako i po vodnosti. Gotovo u cijelosti protječe na teritoriju Baškirije. Ulijeva se u rijeku Kamu 177 km iznad njenog ušća.

## Opis
Duljina rijeke – 1430 km, površina porječja – 142 tisuće km².
Belaja izvire iz močvare u Baškiriji, u podnožju istočno od planine Iremel, drugog najvišeg vrha južnog Urala, točnije – u podnožju istočno od grebena Avaljak, 4 km od sela Novohusainovo.  Ovdje također, otprilike 30 km sjevero‑istočno, izvire i rijeka Ural. Belaja u početku teče u jugozapadnom smjeru, sjeverno prije grada Kumertau skreće prema sjeveru. Uz svoj tok, teče kroz gradove, uključujući Salavat, Sterlitamak i Ufa, gdje prihvaća vodu iz rijeke Ufe i Djome. U svom daljnjem tijeku u smjeru sjeverozapada ona vrlo jako meandrira, prije nego što se ulijeva u blizini granice autonomnih republika Tatarstana i Baškirije nedaleko od grada Neftekamsk u Nižnjekamsko umjetno jezero, formirano branom na rijeci Kami.
Belaja je jedna od najpopularnijih uralskih rijeka za rafting.
U gornjem toku belajske su obale močvarne. Ispod sela Tirljansko dolina se naglo sužava, na nekim mjestima njeni obronci su strmi, okomiti, šumoviti. Ispod ušća desnog pritoka rijeke Nuguša, kao učinak izlaska na ravnicu, dolina se postupno širi, a nakon ušća rijeke Ufe Belaja je tipična nizinska rijeka.
Prolazi kroz ogromne poplavne nizine, obiluje mrtvajama, rijeka tvori puno zavoja i razdjeljuje se na rukavce. Desna obala je obično više povišena nego lijeva.
Plovna je do Sterlitamaka u proljeće – do Ufe u ljeto.
Podrijetlo vode je uglavnom od snježnih oborina. Prosječni godišnji istijek vode kod Birska – 858 m³/s. Rijeka zamrzava, obično u drugoj dekadi studenog, odmrzava – sredinom travnja.
Oko 60% godišnjeg protoka prolazi u vrijeme proljetnih visokih voda (prosječno 75 dana). Prosječni datum početka poplava – 10. travnja, prestanka – 23. srpnja. Za vrijeme visokih voda mutnoća doseže 900 mg/l (u ostalo vrijeme oko 50 mg/l).

## Povijest
Naslov Agidel (baškirski: Ағиҙел) dolazi od turske riječi ak – bijeli, idel – Volga (u antici pojam rijeke Idel (Itil) se ne podudara sa suvremenim značenjem Volge. Mislilo se da rijeka Idel započinje na ušću Ak‑Idela i Kara‑Idela (r. Ufa). Prema tome i rijeka Agidel smatrana je aktualnom samo do današnje Ufe.

## Ekonomski značaj
Belaja je važni baškirski plovni put. Rijeka je plovna od Tabinska (656 km). Redovita komunikacija je od Ufe. Belaja je dio plovnog puta Moskva – Ufa, po kojem se organiziraju turistički izleti.
U posljednjih nekoliko godina snažno raste naplavljivanje kao rezultat izgradnje umjetnih jezera.
Planirana je izgradnja kaskada tri hidroelektrane: u 2003. izgrađeno je prvo Jumaguzinsko umjetno jezero, u 2005. pokrenut posljednji agregat Jumaguzinske hidroelektrane.

## Pritoci
- lijevi – Kaga, Uzjan, Kana, Kuganak, Aškadar, Uršak, Djoma, Karmasan, Čermasan, Baza, Sjun
- desni – Veliki Avnjar, Tirljan, Nuguš, Tajruk, Seleuk, Zigan, Usolka, Zilim, Sim, Ufa, Bir, Tanyp

## Naselja
Na Belaji se nalaze sljedeći značajniji gradovi: Beloreck, Meleuz, Salavat, Išimbaj, Sterlitamak, Ufa, Blagovješčensk, Birsk, Djurtjuli, Agidelj.

## U popularnoj kulturi
- Agidelj (rijeka Belaja) – pjesma grupe DDT.

## Galerija
- Srednji dio toka rijeke.
- Belaja u sredini toka. Ulaz u Kapovu špilju
- Belaja u srednjem dijelu toka.
- Most preko Bjelaje – Išimbaj.

## Riblje vrste u Bjelaji
- grgeč
- bodorka
- štuka
- klen
- baklja
- som
- manjić
- balavac
- deverika
- krupatica
- kečiga
- krkuša
- smuđ
- pastrva (u gornjem toku)

## Vanjske poveznice
- Река Белая (Rijeka Belaja) (rus.)
- Белая в «Словаре современных географических названий»[neaktivna poveznica] (rus.)
- Сплав по реке Белая (Splavarenje po rijeci Belaji) (rus.)